# Коромысловский
Коромы́словский — разъезд в Кузоватовском районе Ульяновской области. Входит в состав Безводовского сельского поселения.

## География
Разъезд находится на железнодорожной линии Инза — Сызрань, на расстоянии примерно 8 км (по прямой) к востоку от посёлка Кузоватово, административного центра района.

### Часовой пояс
Разъезд Коромысловский, как и вся Ульяновская область, находится в часовой зоне МСК+1. Смещение применяемого времени относительно UTC составляет +4:00.

## История
Разъезд основан не ранее 1897 года после строительства железной дороги. В 1990-е годы работал СПК «Коромысловский».

## Население
| 2010 |
| ---- |
| 6    |

### Национальный состав
Согласно результатам переписи 2002 года, в национальной структуре населения русские составляли 80 % из 10 чел.